# Sõmeru
Sõmeru (deutsch: Neu-Sommerhusen) war eine Landgemeinde im estnischen Kreis Lääne-Viru mit einer Fläche von 168,29 km². Sie hatte 3885 Einwohner (1. Januar 2006). Sõmeru lag ca. 5 km von Rakvere entfernt.
Neben dem Hauptort Sõmeru (1312 Einwohner) umfasste die Gemeinde die Dörfer Aluvere, Andja, Aresi, Jäätma, Kaarli, Katela, Katku, Kohala, Kohala-Eesküla, Koovälja, Muru, Nurme, Näpi, Papiaru, Rahkla, Raudlepa, Raudvere, Roodevälja, Rägavere, Sooaluse, Sämi, Sämi-Tagaküla, Toomla, Ubja, Uhtna, Ussimäe, Vaeküla, Varudi-Altküla, Varudi-Vanaküla und Võhma.